# 沈恩
沈恩（1472年—1533年），字仁甫，号西津。直隸松江府上海县人。明朝政治人物。

## 生平
弘治八年（1495年）乙卯科應天府鄉試第五十九名舉人。弘治九年（1496年）中式丙辰科會試第二百二十二名，三甲第一百三十一名進士，授刑部主事。因忤刘瑾落职。瑾败，复原官。正德十五年（1520年）以陝西副使分巡河西。历迁云南按察使、四川布政使，忤执政杨廷和免归。
崇祯年间，敕封青浦县城隍。

## 家族
天祖沈居仁，元末避亂遷徙至上海；高祖沈德弘；曾祖沈晟；祖父沈環；父沈鎡，字時用，號松雲，贈承徳郎刑部主事；前母談氏；生母謝貞，字永慕，封太安人。具庆下。